# Elton vs. Simon
Elton vs. Simon (ab 2008 mit dem Zusatz Die Show) war eine TV-Spielshow, in der Elton und Simon Gosejohann verschiedene Wettkämpfe gegeneinander bestritten haben. Die Show basierte auf dem kanadischen Format Kenny vs. Spenny und wurde in Deutschland von der Produktionsfirma Brainpool realisiert.
Der Verlierer des Wettkampfes musste zum Ende eine Strafe über sich ergehen lassen.

## Produktionsjahre und Staffeln
Während der ersten beiden Staffeln der Sendung wurde in jeder Sendung ein Wettkampf dokumentiert, für den zu Beginn jeder Folge jeweils die Regeln festgelegt wurden. Während des gesamten Wettstreits wurden Elton und Simon von Kameras in ihrem Alltag begleitet. Zu einem Großteil fanden die Wettkämpfe in einer für die Sendung angemieteten Wohnung in Köln statt.
Von Ende Februar bis Ende März 2008 wurden unter dem Titel Elton vs. Simon – Die Show acht weitere Folgen der Sendung unter verändertem Konzept produziert. So wurden die Wettkämpfe teilweise vor Live-Publikum ausgetragen und es galt, als erster Kontrahent vier kleinere Wettbewerbe, anstatt wie zuvor lediglich ein großes Spiel zu gewinnen. Moderiert wurde die Show von Johanna Klum. Eine vierte Staffel wurde ab dem 17. Juli 2010 auf ProSieben ausgestrahlt.
Am 24. März 2012, einem Samstag, wurde zur Primetime auf ProSieben erstmals eine Liveshow von Elton vs. Simon ausgestrahlt. Die ursprünglich als zweistündige Sendung angedachte Show wurde letztendlich auf 2:49 Stunden programmiert und hatte eine Laufzeit von über drei Stunden. Elton erklärte zum Ende der Sendung, dass dies die letzte Ausgabe von Elton vs. Simon gewesen sei. Die Liveshow konnte mit einem Marktanteil von 16 Prozent in der werberelevanten Zielgruppe die bis dahin besten Einschaltquoten für sich verbuchen.
Am 11. August 2012 wurde mit Elton vs Simon – Die besten Duelle ein Best-of der Show ausgestrahlt.

## Rezeption und Erfolg
Die Hauptdarsteller der Show, Elton und Simon Gosejohann, wurden von Kritikern immer wieder mit dem ungleichen Paar Bud Spencer und Terence Hill verglichen. Die Sendung Elton vs. Simon gilt für Spiegel Online als „Kreuzung aus ‘Jackass’, ‘Schlag den Raab’ und ‘Spiel ohne Grenzen’“ und sei „auf eine pubertäre Weise sogar ganz lustig.“
Das TV-Dauerduell sei „gewiss keine Perle deutscher Fernsehkunst“, es gebiete aber „Respekt, mit welcher gnadenlosen Konsequenz Elton und Simon ihren Wettstreit durchgezogen haben. Bis an die Schmerzgrenze – und oft darüber hinaus. Was die beiden mit sich und ihren Körperteilen und -flüssigkeiten so alles angestellt haben, war selten langweilig, oft witzig – und mit großer Vorliebe unappetitlich.“
Anfang 2017 erzählte Gosejohann im Podcast Die blaue Stunde von Serdar Somuncu, dass Elton vs. Simon nicht fortgesetzt wurde, weil sich Elton für das Format zunehmend geschämt hatte und mit Joko Winterscheidt und Klaas Heufer-Umlauf bereits ein neues Duo bei ProSieben Erfolg hatte, welches diese Art von Unterhaltungsshow fortführen konnte.

## Zusammenfassung der einzelnen Folgen
Elton konnte bei insgesamt 33 produzierten Folgen (davon zwei Bonusfolgen, die nur auf DVD veröffentlicht wurden) in zwei Dritteln aller Folgen (22:11) den Sieg erringen. So gewann er bis zum Ende der zweiten Staffel 10 der insgesamt 15 Folgen von Elton vs. Simon, seine positive Spielbilanz bei Elton vs. Simon – Die Show beträgt 12 zu 6.
| Folge                 | Erstausstrahlung  | Titel | Sieger | Bestrafung |
| Pilot                 | Pilot             | Pilot | Pilot  | Pilot |
| --------------------- | ----------------- | --- | ------ | --- |
| 1.                    | 3. Juni 2004      | Der Wachbleib-Wettbewerb | Elton  | Simon muss auf einem Grundschulhof schlafen. |
| 1. Staffel            |                   | |        | |
| 2.                    | 21. April 2005    | Wer hat das bessere Sperma? | Simon  | Elton muss im 3 °C kalten Rhein bis zum Hals ins Wasser. |
| 3.                    | 12. Mai 2005      | Wer kann in drei Tagen mehr abnehmen? | Simon  | Elton muss in einem indischen Restaurant Chicken Curry mit viel Chili essen.                                                                                                 |
| 4.                    | 2. Juni 2005      | Wer hat die besseren Manieren? | Elton  | Simon bekommt fünf Schläge auf die Fingerspitzen. |
| 5.                    | 9. Jun. 2005      | Wer kann länger ohne Arme auskommen? | Elton  | Simon muss mit einer Zahnbürste, welche er im Mund hat, das Klo putzen. |
| 6.                    | 23. Juni 2005     | Wer stellt in drei Tagen die bessere Zirkusnummer auf? | Elton  | Simon muss in einem Clownkostüm per Anhalter nach Köln fahren. |
| 7.                    | 30. Juni 2005     | Wer gewinnt die meisten Mini-Wettbewerbe? | Elton  | Simon muss einige Treppen hochlaufen. |
| 2. Staffel            |                   | |        | |
| 8.                    | 20. April 2006    | Wer bleibt länger angekettet? | Elton  | Simon wird gefesselt und mit einem Feuerlöscher vollgesprüht. |
| 9.                    | 27. April 2006    | Wer bleibt länger auf einer Kuh sitzen? | Simon  | Elton muss einer Kuh in den Anus greifen. |
| 10.                   | 4. Mai 2006       | Wer bleibt länger auf allen Vieren? | Simon  | Elton muss in einer Fußgängerzone wie ein Zirkustier „Futtergeld“ erbetteln.                                                                                                 |
| 11.                   | 11. Mai 2006      | Wer kann länger nicht reden? | Elton  | Simon muss sich in der Öffentlichkeit selbst beleidigen. |
| 12.                   | 18. Mai 2006      | Wer kann in drei Tagen mehr Geld verdienen? | Elton  | Simon muss einen Kellner in weiblicher Kleidung spielen. |
| 13.                   | 1. Juni 2006      | Wer kann in drei Tagen mehr zunehmen? | Simon  | Elton muss sehr lange das Fahrgeschäft „Breakdance“ fahren. |
| 14.                   | 8. Juni 2006      | Wer gewinnt die meisten Mini-Wettbewerbe? | Elton  | Simon muss eine peinliche Liebes-SMS an Prominente schicken. |
| —                     | nur auf DVD       | Wer gewinnt die meisten Mini-Wettbewerbe? | Elton  | Simon muss mit einer Schere den Rasen schneiden. |
| 3. Staffel (Die Show) |                   | |        | |
| 15.                   | 24. Juni 2008     | - Gegen die Wand (Eine höhere Geschwindigkeit nach 20m erreichen auf einer 21m Strecke) - Bob der Baumeister (Gegenstände mit dem Bagger aus dem Weg räumen) - Plörre Pong (Bier Pong mit verschiedenen Flüssigkeiten bsp. Sesamöl, Knoblauchmilch, Blutsuppe) - Caught in the Akt (Akt-Bild vom Anderen malen) - Dicke Hose (Mehr Kleingeld in der Badehose befördern) | Elton  | Simon muss Kaffee trinken, der durch Eltons Socken gefiltert wurde. |
| 16.                   | 1. Juli 2008      | - Human Bowling (Meisten Pins mit dem Kopf des Gegners umräumen) - Rollerkotzer (Länger als der Andere die Achterbahn Bandit fahren) - Spaßkanone (Nicht lachen bei Witze von Fips Asmussen) (nach Unentschieden „Würfel“) - Platzangst (Länger in einer 1qm² Telefonzelle als der Andere aushalten) (nach Unentschieden „Würfel“) - Kloppe von Sue (Mehr Fragen über den Anderen korrekt beantworten / Bei falscher Antwort Bestrafung für eine Domina) - Starschnitt (Bestes Ganzkörperbild von sich mit einem Kopierer erstellen) | Simon  | Elton bekommt eine Gesichtsmassage durch Simons, zuvor in Bismarckheringe getauchte, Füße.                                                                                   |
| 17.                   | 8. Juli 2008      | - Spiderman (Höher mit einem Trampolin an eine Klettwand springen) - Promilletest (Sich näher an 1 Promille trinken) - Bierschiebung (Ein Bier weiter über eine Theke schieben) - Wer's glaubt (Mehr Schimpfwörter in einem Telefongespräch unterbringen) - 180-Grad-Dart (Kopfüber Darts spielen) - Angel-Maul (Mehr Gegenstände aus einem Wasserbehälter mit dem Mund angeln) - Am laufenden Band (Auf einem Laufband liegende Gegenständen blind ertasten) | Elton  | Elton schießt Simon mit Hilfe einer Apparatur 50 Gummibänder an den Hals. |
| 18.                   | 15. Juli 2008     | - Golfkrieg (Mehr Zerstören anrichten mit Golfbälle und Schläger) - Feuerzauber Hamburg (Die schärfere Currywurst essen)(nach Unentschieden „Herdplatte“) - Automarder (Ein Auto kurzschließen und starten) - Finnischer Tango (Länger in der Sauna aushalten) - Klammeraffe (Sich mehr Wäscheklammer ins Gesicht heften) - Zieh dich warm an (Mehr Jacken anziehen) - Schwammkopf (Länger in Kristallweizen die Luft anhalten) | Simon  | Simon pumpt unter Eltons T-Shirt einen mit vermeintlichen Fäkalien gefüllten Luftballon bis zum Platzen auf.                                                                 |
| 19.                   | 22. Juli 2008     | - Herr der Fliegen (Mehr Fliegen fangen) - Schatz, bringst du mal den Müll raus? (Mehr Gegenstände in einen Müllcontainer aus dem 5. Stock werfen) - Jojo Diät (Mit einem Gummiband vor Gesicht Essen verspeisen) - Walz das Mäh (Einem Schaf die bessere Pudelfrisur schneiden) - Das macht Kraft (Mehr rohe Eier trinken) - Bibabutzemann (Sich schneller 30-mal um sich selberdrehen) - Elchtest (Lauter rülpsen) | Elton  | Simon muss sich angezogen in eine leicht mit 3,8 °C kaltem Wasser gefüllte Badewanne legen und wird dann von Elton mit Eiswürfeln übergossen.                                |
| 20.                   | 29. Juli 2008     | - Katz der Restauranttester (Mehr Katzenfutter-Gerichte erschmecken) - Is cool Man (Länger im Kühlhaus aushalten) - Helium Karaoke (Einen Song unter Helium singen) - Callgirl Memory (Sich mehr Information über mehrere Callgirls merken) - Rittersport (Basketball in einer Ritterrüstung spielen) - Polterabend (Mehr Porzellan heilen in einen Schrank werfen) - Es werde Licht (Schneller heiße Glühlampen raus- und wieder reindrehen) | Elton  | Simons Ohr wird von einem älteren Herrn ohne Zähne abgeleckt. |
| 21.                   | 5. August 2008    | - Ballermann (Den Anderen mit mehr Bälle abwerfen) - Straßenstrich (Als Prostituierte verkleidet, mehr Autos anhalten) - Let's Limbo (Limbo tanzen mit einer elektrischen Stange) - Colt Sievers (Eine weitere Strecke mit einem Auto auf zwei Räder zurücklegen) - Rockabilly (Schneller 12 E-Gitarren zerstören) | Elton  | Simon muss mit verbundenen Augen mit seinen Händen ein Stück Käse in einer Glaskuppel voll mit Mausefallen und Stacheldraht suchen und rausholen.                            |
| 22.                   | 12. August 2008   | - Der Berg ruft (Schneller eine schräge Wand hochlaufen) - Eis Eis Baby (Weiter mit nackten Oberkörper über eine Eisfläche rutschen) - Jeder Schuss ein Treffer (Sich weniger oft von 100 Fußballern mit 100 Fußbällen treffen lassen) - Dr. Haeger bittet zum Diktat (Weniger Fehler bei einem Diktat machen) - Eilzustellung (Schneller ein Camping-Set durch einen Briefschlitz bekommen) | Simon  | Elton bekommt von Simon mit Wachsstreifen Beine und Bauch enthaart. |
| —                     | nur auf DVD       | Post aus Flensburg | Elton  | - |
| 4. Staffel (Die Show) |                   | |        | |
| 23.                   | 17. Juli 2010     | - Von der Hand in den Mund (Sich aus einer weiteren Distanz ein Gummiband ins Gesicht flitschen zu lassen) (nach Unentschieden „Auf den Knien laufen“) - Bisschen Impossible (Länger an einer Kufe eines Helikopter hängen) - Der Papst kommt (Mehr Bodenbeläge mit dem Mund erkennen) - Omawanderung (Mehr Omas über die Straße helfen) - Krabbelgruppe (Mehr Insekten erkennen, welche einem auf den Bauch gelegt werden) (nach Unentschieden „Federn fliegen lassen“) | Elton  | Simon wird an einem großen Rad festgeschnallt und von Elton gedreht. |
| 24.                   | 24. Juli 2010     | - Swinger-Club (Mehr Banane auf einer Schaukel sitzend schnappen) - Sexpuppen-Schwimmen (Auf einer Sexpuppe schneller über einen See schwimmen) - Munddisko (Mehr Songs kennen, welche von der Band Monrose mit einem Tischtennisball im Mund gesungen werden) - Kamasutra-Quartett (Sich mehr Stellungen vom Kamasutra merken) - Foot News (Eine Textnachrichten mit weniger Fehlern mit dem Füßen tippen) - Lutsch mir den Buckel runter! (Sich mehr Lutscher an den Oberkörper kleben) - Schluckspecht (Schneller 1 Liter Sprudelwasser trinken) | Elton  | Simon bekommt den Atem eines Zuschauers ins Gesicht gepustet, nachdem dieser einige streng riechende Lebensmittel (Zwiebeln, Knoblauch, …) gegessen hat.                     |
| 25.                   | 31. Juli 2010     | - Feuer unterm Hintern (Länger in einer Wanne aushalten, welche über offnen Feuer hängt) - Naddel im Heuhaufen (Naddel schneller in einem von mehreren Heuhaufen finden) - Schwammkopf (Mehr Wasser in einem Schwammanzug transportieren) - Fifteen Love (Ein Tennisspiel mit Bratpfannen gewinnen) - Kopfnuss-Lukas (Ein besseres Ergebnis bei Hau den Lukas mit dem Kopf erreichen) - Dildo Billard (Poolbillard mit einem Billardqueue-Strap-on spielen) | Simon  | Elton bekommt Wasabi-Pulver in die Nase geblasen. |
| 26.                   | 7. August 2010    | - Lutscher (Mehr von einem Eis weglutschen) - Das 3-Liter-Auto (Weiter mit 3 Liter Benzin kommen) - Schieß doch, du Blinder! (Fußball-Spiel mit Fernglas-Brillen) - Kuhfladenbingo (Wetten, welche Kuh in einem Stall als Erstes kotet) - All You Can Eat (Mehr Essen auf sein Teller packen) - Kunst ist nicht von Pappe (Besser ein vorgegebene Form aus einer Styroporpatte beißen) | Simon  | Elton wird kopfüber an den Füßen aufgehängt und muss ein Bier trinken. |
| 27.                   | 14. August 2010   | - Bah Bah Banküberfall (Tauziehen mit über den Kopf gezogenen Nylonstrümpfen) - Mc Eiwer (Mehr Eier Aufprallsicher verpacken) - Am laufenden Band (Sich länger mit den Händen auf einem Laufband fortbewegen) - Keep Rolling (Mehr Punkte im Rollstuhlbasketball erzielen) - Heißes Eisen (Mehr kochend heiße Geldstücke in ein Sparschwein stecken) - Schaum vorm Mund (Mehr Brausepulver essen) | Elton  | Simon werden mehrere Nasenhaare gezogen. |
| 28.                   | 21. August 2010   | - Husch Husch ins Körbchen! (Mehr Körbe von einem Laufband aus werfen) - Dalai Lama (Eine Lama schneller zum Spucken bringen) - Fensterputzer (Mehr Süßigkeiten blind von einer Scheibe essen) - Seifenkisten-Rennen (Ein Seifenkistenrennen gewinnen) - Gerührt und Geschüttet (Mehr Cocktails, welche einem ins Gesicht geschüttet werden, erkennen) | Simon  | Elton bekommt ein beschleunigtes Carrera-Auto ins Gesicht geschleudert. |
| 29.                   | 28. August 2010   | - Eiermann (Mehr Eier sicher in der Hose transportieren) - Marshmallows Race (Schneller 3 Marshmallows auf einem Offroad-Gelände einsammeln) - Künstlich Aufregen (Den höheren Puls bekommen) - Drehwurm (Mehr Runden in einer Drehtür absolvieren) - Ray Ali (Ein Kampf Blind-Boxen gewinnen) - The Power of Nose (Schneller Kerzen mit der Nase ausblasen) | Elton  | Simon muss seinen Arm in einen Glasbehälter mit Brennnesseln stecken. |
| 30.                   | 4. September 2010 | - Nieder mit der Schwerkraft! (Höher mit einem Druckluft-Katapult springen) - Zarter Schmelz (Einen Eisblock mit der eigenen Körperwärme schmelzen) - Mach das Licht aus, Indiana Jones! (Lichter mit einer Peitsche zerstören) - Rückwärts aufs Treppchen (Schneller eine Runde über den Nürburgring im Rückwärtsgang fahren) - Fort Knox (Schneller die richtigen Schlüssel für mehrere Türen finden) - Zeit der Kirschen (Mehr Kirschen in die Luft spucken mit einem Helm auffangen) - Bibo (Sich selbst Teeren und Federn um wie Bibo auszusehen) | Elton  | Simon bekommt Zwiebeln in die Augen. |
| (Die Liveshow)        |                   | |        | |
| 31.                   | 24. März 2012     | Je 1 Punkt: Wandnageln (Simon; 0:1) 4 gewinnt Basketball (Simon; 0:2) Mit Zunge erraten (Elton; 1:2) Am anderen Ast sägen (Simon; 1:3) Bodenlos (Rennen mit 2 Autos) (Simon; 1:4) Je 2 Punkte: Waschsalon (Umziehen im Plastikballon) (Elton; 3:4) Dalli Trink (Foto im Saftglas erkennen) (Elton; 5:4) Black Jack Bowling (17–21 Glasscheiben überwinden) (Simon; 5:6) Flyboard (Elton; 7:6) Panzer-Biathlon (Elton; 9:6) Je 3 Punkte: Laubbläser-Rodeo (100 Umdrehungen) (Simon; 9:9) Bumm Bumm Aua (Tennisbälle abfangen) (unentschieden) Stechen (Bälle hochwerfen und fangen) (Elton; 12:9) An der Nudel saugen (Elton; 15:9) Die Wanderhuren (Bett ins Ziel bewegen) (Simon; 15:12) Badewanne (Wasser erhitzen) (Simon; 15:15) Entscheidungswettbewerb: Sich die Kugel geben (Elton) | Elton  | Simon muss in einer Duschkabine stehen, während Elton mehrere Eimer unangenehmer Dinge (Eiswasser, Eier, Mayonnaise, Saure Heringe, Chilipulver, Juckpulver) über ihn gießt. |

## Auszeichnungen
- 2008: Deutscher Comedypreis als Beste Comedy-Show
- 2012: Deutscher Comedypreis als Bester Comedyevent